# Lysa
Lysa (1105 m) – szczyt w masywie  Prašivá w zachodniej części Niżnych Tatr na Słowacji. Wznosi się w północnym grzbiecie Wielkiej Chochuli, który poprzez Bánašov bok (1233 m) oraz wierzchołki 1134 m i Lysa łączy się z Čiernym vrchem (1181 m). Pomiędzy Lysą a Čiernym vrchem jest przełęcz, którą prowadzi szlak turystyki pieszej i rowerowej. Północno-wschodnie stoki Lysej opadają do doliny Banské, południowo-zachodnie do doliny Patočiny. 
Lysa znajduje się poza granicami Parku Narodowego Niżne Tatry. Jej szczyt i  płaski grzbiet łączący ją z Wielką Chochulą są trawiaste, stoki porasta las.

## Szlaki turystyczne
rowerowy, odcinek: Liptovská Osada – Korytnica rázcestie – Korytnica-kúpele – Patočiny – przełęcz między Lysą i Čiernym vrchem – Banské – Liptovská Lúžna – Liptovská Osada
  pieszy: Korytnica rázcestie – Korytnica-kúpele – Patočiny – przełęcz między Lysą i Čiernym vrchem – Banské – Liptovská Lúžna